# Alopecosa inimica
Alopecosa inimica är en spindelart som först beskrevs av O. Pickard-Cambridge 1885.  Alopecosa inimica ingår i släktet Alopecosa och familjen vargspindlar. Inga underarter finns listade i Catalogue of Life.